# Recensement du Pérou de 2005
Le recensement du Pérou de 2005 est un dénombrement détaillé de la population péruvienne mené par l'Institut national de Statistique et d'Informatique du 18 juillet au 20 août 2005. Son nom complet en espagnol est X Censo de Población y V de Vivienda, c'est-à-dire le dixième recensement sur la population et le cinquième recensement sur les ménages. Le recensement précédent du Pérou est celui de 1993 et le suivant est celui de 2007 (en). Les résultats du recensement de 2005 ont été publiés le 30 novembre 2005. La population totale du pays était alors de 26 152 265 habitants.

## Résultats
Le tableau triable ci-dessous présente les résultats du recensement du Pérou de 2005 par région.
| Région           | Population | % de la population du pays | Différence de population depuis 1993 | Différence de population en % de la population du pays depuis 1993 |
| ---------------- | ---------- | -------------------------- | ------------------------------------ | ------------------------------------------------------------------ |
| Amazonas         | 389 700    | 1,5                        | 52 279                               | 0,0                                                                |
| Ancash           | 1 039 415  | 4,0                        | 153 527                              | 1,4                                                                |
| Apurímac         | 418 882    | 1,6                        | 131 964                              | 0,9                                                                |
| Arequipa         | 1 140 810  | 4,4                        | 294 630                              | 0,6                                                                |
| Ayacucho         | 619 338    | 2,4                        | 147 624                              | 1,1                                                                |
| Cajamarca        | 1 359 023  | 5,2                        | 293 050                              | 2,3                                                                |
| Callao           | 810 568    | 3,1                        | 392 307                              | 1,2                                                                |
| Cuzco            | 1 171 503  | 4,5                        | 23 790                               | 0,7                                                                |
| Huancavelica     | 447 054    | 1,7                        | 133 838                              | 0,9                                                                |
| Huánuco          | 730 871    | 2,8                        | 1 318                                | 0,5                                                                |
| Ica              | 665 592    | 2,5                        | 70 357                               | 0,2                                                                |
| Junín            | 1 091 619  | 4,2                        | 93 682                               | 1,8                                                                |
| La Libertad      | 1 539 774  | 5,9                        | 219 544                              | 0,1                                                                |
| Lambayeque       | 1 091 535  | 4,2                        | 175 567                              | 0,0                                                                |
| Région de Lima   | 864 852    | 3,3                        | 3 388 526                            | 9,8                                                                |
| Province de Lima | 6 954 582  | 26,6                       | 3 388 526                            | 9,8                                                                |
| Loreto           | 884 144    | 3,4                        | 141 427                              | 0,0                                                                |
| Madre de Dios    | 92 024     | 0,4                        | 46 369                               | 0,2                                                                |
| Moquegua         | 159 306    | 0,6                        | 45 078                               | 0,1                                                                |
| Pasco            | 266 764    | 1,0                        | 32 985                               | 0,4                                                                |
| Piura            | 1 630 772  | 6,2                        | 62 381                               | 0,9                                                                |
| Puno             | 1 245 508  | 4,8                        | 83 966                               | 1,2                                                                |
| San Martín       | 669 973    | 2,6                        | 195 949                              | 0,5                                                                |
| Tacna            | 274 496    | 1,0                        | 124 658                              | 0,3                                                                |
| Tumbes           | 191 713    | 0,7                        | 54 975                               | 0,1                                                                |
| Ucayali          | 402 445    | 1,5                        | 161 500                              | 0,4                                                                |
| Total            | 26 152 265 | 100                        | 4 103 909                            | s.o.                                                               |